# Покровка (Черновицкая область)
Покровка (укр. Покровка) — село в Сокирянской городской общине Днестровского района Черновицкой области Украины.
До 2020 года входило в Сокирянский район.
Население по переписи 2001 года составляло 112 человек. Почтовый индекс — 60212. Телефонный код — 3739. Код КОАТУУ — 7324085603.